# تاريخ اليهود في تركيا

موقع تركيا باللون الأخضر في أوراسيا

يغطي تاريخ اليهود في تركيا 2400 عامًا عاش خلالها اليهود في ما يُعرف اليوم بتركيا. تواجدت المجتمعات اليهودية في الأناضول منذ القرن الخامس قبل الميلاد على الأقل، ونزح الكثير من اليهود من إسبانيا والبرتغال بعدما أُصدر مرسوم الحمراء ونص على طرد اليهود من إسبانيا، فاستقبلتهم الإمبراطورية العثمانية في أواخر القرن الخامس عشر، وسكنوا في مناطق تُعتبر اليوم جزءًا من تركيا، وبعد مرور عدة قرون، شكّل هؤلاء بالمجمل اليهود العثمانيين.

## التاريخ

### الحكم الروماني والبيزنطي
وفقًا للكتاب العبري، رست سفينة نوح أعلى جبل أرارات، وهو جبل ضمن سلسلة جبال طوروس شرقي الأناضول، قرب الحدود التركية المتاخمة اليوم لأرمينيا وإيران. لاحظ يوسيفوس فلافيوس، وهو مؤرخ يهودي من القرن الأول، الأصول اليهودية للكثير من المدن في الأناضول، لكن معظم المصادر التي تدعم كلامه تقليدية. جاء في العهد الجديد عدة إشارات للشعوب اليهودية في الأناضول: مثل إيكونيوم (قونية حاليًا) التي يُعتقد أنها تحوي كنيسًا وفقًا لما جاء في سفر أعمال الرسل (الإصحاح 14، الآية 1) ومدينة أفسس التي ذكرت في أعمال الرسل أيضًا (الإصحاح 19 الآية 1) وفي رسالة القديس بولس إلى أهل أفسس. ذكرت رسالة القديس بولس إلى أهل غلاطية وجود مجتمع يهودي في منطقة غلاطية ضمن الأناضول.
بناءً على الأدلة الملموسة، فالمجتمع اليهودي موجود في الأناضول منذ القرن الرابع قبل الميلاد، وتحديدًا في مدينة سارد. احتوت الإمبراطوريتان الرومانية والبيزنطية المتعاقبتين مجتمعات كبيرة من اليهود المتحدثين بالإغريقية في مناطق الأناضول، وبدا أن تلك المجتمعات اندمجت بشكل جيد وتمتعت بنوع من الحصانات القانونية]بحاجة لتوثيق[. لم يتأثر حجم المجتمع اليهودي كثيرًا بمحاولات بعض الأباطرة البيزنطيين (أشهرهم جستينيان الأول) الساعية لإجبار اليهود في الأناضول على التحول إلى المسيحية، فلم تلاقِ تلك المساعي سوى نجاحًا ضئيلًا. لا يزال المؤرخون اليوم يبحثون عن الصورة الدقيقة والحقيقية لوضع اليهود في آسيا الصغرى تحت حكم البيزنطيين. على الرغم من وجود بعض الأدلة التي تشير إلى بعض حوادث العنف ضد اليهود من طرف البيزنطيين والسلطات البيزنطية، لم يشهد اليهود في بيزنطة اضطهادًا ممنهجًا كالذي شهده اليهود المستوطنون في أوروبا الغربية (كالبروغروم أو الإعدام حرقًا أو الترحيل).

### الفترة العثمانية
أول كنيس بُني في عهد العثمانيين هو كنيس «شجرة الحياة» في مدينة بورصة، والذي وافقت عليه السلطات العثمانية في العام 1324. لا يزال الكنيس قائمًا حتى اليوم، على الرغم من تقلص تعداد اليهود في بورصة لنحو 140 شخص.
كان وضع اليهود في الإمبراطورية العثمانية متعلقًا في أغلب الأحيان بأهواء ونزوات السلطان. فعلى سبيل المثال، أمر مراد الثالث بجعل وضع غير المسلمين «أكثر خنوعًا وأدنى مرتبة» ولا يجب عليهم «العيش قرب المساجد أو الأبنية المرتفعة» ولا يمكنهم امتلاك العبيد، لكن السلاطين الآخرين كانوا أكثر تسامحًا.
وقع أول حدث هام في التاريخ اليهودي في ظل الحكم العثماني بعد سيطرة الإمبراطورية على القسطنطينية. بعدما تمكن محمد الفاتح من احتلال القسطنطينية، وجد المدينة في حالة يرثى لها. فبعد تعرض المدينة للكثير من الحصارات ونهبها على يد الصليبيين في عام 1204 ووصول وباء الطاعون (الموت الأسود) عام 1347، لم يتبق لها أي شكل من أشكال مجدها السابق. أراد محمد جعل المدينة عاصمته الجديدة، لذا أمر بإعادة بنائها من جديد.
أمر السلطان الساعي لإحياء القسطنطينية المسلمين والمسيحيين واليهود من كافة أنحاء الإمبراطورية بالاستيطان في العاصمة الجديدة. خلال أشهر، تركز معظم اليهود الرومانيوتس، القادمين من البلقان والأناضول، في القسطنطينية، وشكلوا نحو 10 بالمئة من تعداد السكان. في تلك الأثناء، اعتُبرت إعادة الاستيطان القسرية، والتي لم تكن إجراءً معاديًا لليهود أساسًا، شكلاً من أشكال الترحيل بالنسبة لليهود. على الرغم من التأويل السابق، كان الرومانيوتس أكثر المجتمعات تأثيرًا في الإمبراطورية لعدة عقود، حتى خسر هؤلاء منصبهم لصالح موجة من المهاجرين اليهود السفارديم.
عززت مجموعة من اليهود الأشكناز، الذين هاجروا إلى الإمبراطورية بين عامي 1421 و1453، أعداد اليهود الرومانيوتس. كان الحاخام إسحاق سرفاتي من بين المهاجرين، وهو يهودي ألماني المولد ذو أصول فرنسية (سرفاتي צרפתי  فرنسي)، وأصبح الحاخام الأكبر لأدرنة، وبعث رسالة يدعو فيها اليهود الأوروبيين إلى الاستيطان في الإمبراطورية العثمانية، فقال: »تركيا أرض لا ينقصها شيء« وتساءل: «أليس من الأفضل لكم العيش في ظل المسلمين بدلًا من المسيحيين؟».
وقعت أكبر هجرة لليهود إلى إيالة الأناضول والإمبراطورية العثمانية خلال عهد محمد الفاتح، وهو السلطان بايزيد الثاني (1481–1512)، وجاءت تلك الهجرة جراء طرد اليهود من إسبانيا ومملكة البرتغال ومملكة نابولي ومملكة صقلية. وجّه السلطان دعوة رسمية، وبدأ اللاجئون بالوصول إلى الإمبراطورية ضمن أعدادٍ ضخمة. وقع في العام 1492 حدث فاصل، فهرب أكثر من 40 ألف يهودي إسباني من محاكم التفتيش الإسبانية. في تلك الفترة، كان تعداد السكان في القسطنطينية لا يتجاوز الـ 70 ألف شخص جراء الحصارات المختلفة التي تعرضت لها المدينة إبان الغزو الصليبي والموت الأسود، لذا كان هذا الحدث التاريخ ذا أهمية ملحوظة في إعادة إعمار المدينة. استوطن اليهود السفارديم في القسطنطينية وثيسالونكي (سلانيك).
أشبع اليهود الكثير من حاجات الإمبراطورية العثمانية: فلم يهتم الأتراك المسلمون كثيرًا بالأعمال التجارية، وتركوا تلك الوظائف إلى أعضاء الأقليات الدينية. لم يثق الأتراك أيضًا بالرعايا المسيحيين الذين تعرضت بلدانهم في تلك الفترة للغزو من طرف العثمانيين، لذا كان من الطبيعي أن يفضل الأتراك الرعايا اليهود الذين لم ينطبق عليهم الاعتبار السابق.
سُمح لليهود السفارديم بالاستيطان في المدن الغنية من الإمبراطورية، تحديدًا في روملي (أو الولايات الأوروبية، وتشمل مدنًا مثل القسطنطينية وسراييفو وثيسالونكي وأدرنة «أدريانوبل» ونيكوبوليس)، والأناضول الغربية والشمالية (بورصة وأيدين وتوقاد وأماسية)، سُمح لهم أيضًا بالاستيطان في المناطق الساحلية للبحر المتوسط (القدس وصفد ودمشق ومصر). لم يستوطن اليهود الإسبان مدينة إزمير حتى وقت لاحق.
تزايد تعداد اليهود في القدس من 70 عائلة عام 1488 إلى 1500 في مطلع القرن السادس عشر. ازداد تعداد عائلات اليهود في صفد من 300 إلى 2000 عائلة، لدرجة أن المدينة تجاوزت القدس في أهميتها. احتوت دمشق حشدًا من اليهود السفارديم مؤلفًا من 500 عائلة، بينما تألف المجتمع اليهودي في القسطنطينية من 30 ألف فرد، واحتوت المدينة 44 كنيسًا. سمح بايزيد لليهود بالعيش على ضفاف القرن الذهبي. تلقت إيالة مصر، وتحديدًا مدينة القاهرة، عددًا كبيرًا من النازحين اليهود، وفاق تعدادهم تعداد اليهود المستعربين بعد فترة قصيرة. أصبحت ثيسالونكي تدريجيًا مركز اليهود السفارديم الرئيس، حيث فاق عدد اليهود الإسبان أعداد أقرانهم اليهود من جنسيات أخرى، وفي إحدى المرات، تجاوز تعداد اليهود عدد السكان الأصليين.
ربما كان وضع اليهود في الإمبراطورية العثمانية مبالغًا به في بعض الأحيان، لكن من غير الممكن إنكار التسامح الذي كسبوه. وفقًا لنظام الملة، اعتُبر اليهود مجتمعًا قائمًا على أساس ديني إلى جانب عدد من أتباع الملل الأخرى (كملة الأورثوذكس الشرقيين وملة الأرمن الأرثوذكس وغيرها...). تمتع اليهود ضمن إطار الملة بكمية مقبولة من الاستقلال الذاتي الإداري، ومثل الحاخام باشي، أو كبير الحاخامات، ملة اليهود.